# Cemetery Gates
(Dimebag Darrell)
Cemetery Gates (Cancelli del cimitero) è un brano della band groove metal statunitense Pantera, quinta traccia dell'album Cowboys from Hell del 1990.
Universalmente considerata una delle migliori e più famose canzoni del gruppo nonché uno degli "inni" metal più amati e apprezzati, l'assolo di chitarra in essa presente - composto integralmente dal chitarrista Dimebag Darrell - è stato inserito alla posizione numero trentacinque nella classifica dei cento migliori assoli di chitarra dai redattori del sito Guitar.com.
Composta tra il 1989 e il 1990 e registrata nei Pantego Studios nella omonima cittadina sotto la supervisione del produttore discografico Terry Date, sempre nel 1990 è stata pubblicata come singolo ed è stato realizzato anche un video musicale.
È stata anche inserita nell'album live Official Live: 101 Proof e nelle due raccolte The Best of Pantera: Far Beyond the Great Southern Cowboys' Vulgar Hits e Reinventing Hell: The Best of Pantera.

## La traccia

### Lo spunto
Lo spunto per la stesura di Cemetery Gates è assai dubbio, anche se probabilmente fu ispirata da un lutto occorso al cantante Phil Anselmo nel 1989: in quell'anno, infatti (e comunque certamente prima della pubblicazione ufficiale della traccia), un'amica del musicista si era tolta inspiegabilmente la vita. Questo fatto, che scioccò profondamente Anselmo, ebbe probabilmente ripercussioni anche nella mente di Darrell, facendo sì che il chitarrista componesse questa canzone incentrandola sul tema della morte e della religione.
Sempre riguardo alla creazione di Cemetery Gates, Dimebag precisò la semi-immediatezza della sua stesura, affermando in un'intervista:
(Dimebag Darrell)
La canzone ricevette, fin dalla sua prima pubblicazione, elogi da parte di molti critici di settore, che ne esaltavano le qualità testuali oltre a quelle melodiche. Con la pubblicazione del singolo e del conseguente video musicale nel 1990, la traccia divenne automaticamente una delle canzoni più conosciute dei Pantera e riuscì ad ottenere un notevole numero di passaggi sulle radio e televisioni degli Stati Uniti.

### Lo stile
Cemetery Gates appare come una somma di tutte le melodie e stili presentati dal gruppo texano all'interno di Cowboys from Hell e poi successivamente nell'arco della futura carriera: al suo interno traspaiono tutta l'ampiezza dell'estensione vocale di Anselmo e la musicalità e robustezza musicale di Dimebag Darrell, accompagnato dal fratello Vinnie Paul alla batteria e da Rex Brown al basso, entrambi capaci di dare un'opportuna base musicale alla voce e alla chitarra.
Il brano inizia con degli arpeggi melodici di chitarra mentre Anselmo canta la prima strofa in modo molto melodico, utilizzando uno stile vocale totalmente pulito. Passato il primo minuto di canzone, la base musicale subisce una profonda scossa e Dimebag inizia a lavorare su degli effetti leggermente distorti e molto acuti di chitarra, che introducono la parte "heavy" molto ritmata. Anselmo mantiene ancora per circa un altro minuto la voce melodica, per poi passare anch'egli a timbri più violenti ed urlati, giungendo così alle strofe con note molto alte che introducono il ritornello. All'incirca al quinto minuto di canzone Dimebag si cimenta nel celebre assolo che si presenta all'inizio, anch'esso molto melodico, per poi diventare sempre più acuto, rapido e distorto. Terminato l'assolo si entra nell'ultima strofa, alla cui fine Anselmo e Dimebag iniziano una specie di duetto voce-chitarra su note sempre più alte, il primo con gli acuti, il secondo con la chitarra, concludendo così la canzone che va piano piano in fading.

## Il testo
A livello testuale il brano si presenta come una riflessione sui temi della morte, della religione e della sofferenza e nostalgia del passato di fronte ad una grave perdita. La canzone esordisce con alcune domande rivolte, forse nelle idee del gruppo, da un ragazzo verso un sacerdote alla ricerca di spiegazioni circa alcuni aspetti della fede e della vita:
Di fronte a questi interrogativi il prete non si scompone e si appresta a rispondere al ragazzo. Si capisce adesso con facilità che queste domande sono nate nella mente del giovane in seguito a una qualche forte sofferenza, forse derivata dalla morte della madre o forse di una compagna o amica, che ha fortemente minato la sua fede in Dio.
È così che arriva il momento del ritornello della traccia, che appare come una sorta di inno alla credenza religiosa ritrovata e alla rassegnazione di fronte alla morte:
Terminata questa parte il testo si concentra di nuovo sul tormento interiore del ragazzo, sulla sua angoscia di fronte al peccato, sulla sua voglia di redenzione e di crearsi una nuova esistenza ponendo fine alle sue sofferenze:
Il giovane ammette inconsciamente i suoi errori, il fatto di essersi isolato, di essersi creato una sua dimensione, un suo mondo distaccato da quello reale, di non aver pianto di fronte alla morte di questa persona rimanendo così preda dell'angoscia e delle memorie. Il brano si chiude, prima della ripetizione del ritornello, facendo intravedere uno spiraglio di luce sull'esistenza del ragazzo, una possibilità di crearsi una nuova vita lontana dalle ansie che ora lo assalgono.
Dopo la morte del chitarrista Dimebag Darrell la canzone fu suonata dai Dream Theater come tributo durante il Gigantour. La band fu affiancata per quest'occasione sul palco dal cantante Russell Allen dei Symphony X per il primo verso, da Burton C. Bell dei Fear Factory per la seconda parte e da Dave Mustaine dei Megadeth per l'assolo finale.

## Formazione
- Phil Anselmo - voce
- Dimebag Darrell - chitarra elettrica
- Rex Brown - basso, chitarra acustica e piano
- Vinnie Paul - batteria

## La canzone nei media
La canzone fa parte della colonna sonora del film Il cavaliere del male ed è per questo stata inclusa, in una versione alternativa della durata di circa sei minuti dal titolo Cemetery Gates (Demon Knight Edit), nella raccolta delle colonne sonore del film pubblicata dalla Atlantic Records con titolo omonimo al film.

## Cover
Cemetery Gates è stata pubblicata come cover dai Between the Buried and Me nell'album The Anatomy Of e dai Týr su Valkyrja.